# Spaanse mat (munt)

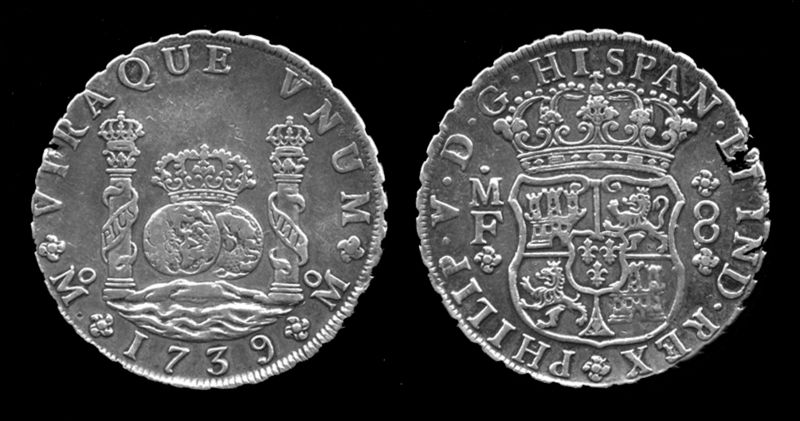
Munt van 8 Real (Spaanse mat) uit 1739 van Filips V, geslagen in Mexico-Stad

Wapen van de Habsburgse koningen van Spanje en Heren der Nederlanden

Spaanse mat was de Nederlandse bijnaam voor een zilvermunt van 8 real (Spaans: peso, real de a ocho of real ocho), die in gebruik was in het Spaanse Rijk vanaf de Spaanse monetaire hervorming van 1497. De munt werd vanaf de onafhankelijkheid van de Verenigde Staten tot een verbod hierop in 1857 gebruikt als wettig betaalmiddel aldaar en stond daar bekend als de Spaanse dollar (Engels: Spanish Dollar, maar ook wel Piece of Eight). Veel munteenheden, zoals de Canadese dollar, Amerikaanse dollar en de Chinese yuan, zijn afgeleid van de munt.

## Wereldwijd betaalmiddel
Vanaf de 16e eeuw was de Spaanse mat een erkend betaalmiddel in Europa, Amerika en het Verre Oosten. Na de ontdekking van Latijns-Amerika werd op grote schaal zilver gewonnen bij Potosi in Bolivia en in Mexico. Van het zilver werden munten geslagen die werden getransporteerd naar Europa, maar ook naar de Filipijnen met de Manillagaljoenen. Vanuit Manilla werd handel gedreven met het Chinese vasteland. China accepteerde lange tijd alleen zilver in ruil voor Chinese producten zoals thee, zijde en porselein. De munten kregen vaak Chinese stempels, die aangaven dat een aanzienlijke handelaar had vastgesteld dat het om een echte munt ging. Er kwamen zoveel munten het land binnen dat het een erkend betaalmiddel werd langs de hele Zuid-Chinese kust. Het vormde vanaf het einde van de 18e eeuw de eerste wereldmunt. 

## Etymologie
De benaming mat verwijst vermoedelijk naar het Franse woord matte voor metaal dat na een eerste smelting nog niet zuiver is. In de zeventiende eeuw bestonden er meerdere "matten" naast de Spaanse. De naam is onder andere bekend van het lied dat over de verovering van de zilvervloot door Piet Hein werd geschreven en de volgende strofe bevat:  'Heb je van de zilveren vloot wel gehoord, / De zilveren vloot van Spanje? / Die had er veel Spaanse matten aan boord / En appeltjes van Oranje' .
Multatuli opperde in zijn aantekeningen op de Max Havelaar dat de Nederlandse naam van de munt ontleend kon zijn aan het ingewikkelde wapen van de Spaanse Habsburgers dat op de achterzijde van de munt stond in de periode dat de Habsburgers op de Spaanse troon zaten (1504-1700). Dit wapen was in vele kwartieren onderverdeeld en toonde de wapens van o.a. Castilië, Leon, La Mancha, Aragon, Granada, Navarra, het Vrijgraafschap Bourgondië, het hertogdom Bourgondië, Oostenrijk, Holland, Vlaanderen en Brabant. Het ingewikkelde wapen zag er op de munt uit als een gevlochten raster, als een 'mat'.

De letterlijke benaming "matten" wordt echter ook gebruikt in een officiële ordonnantie van de Spaanse koning Philips IV uit 1652 van wie niet verwacht kan worden dat hij zo naar zijn wapen verwijst. Nadat de Bourbons op de Spaanse troon kwamen (na 1700), werd het wapen vereenvoudigd: 2 kwartieren met de Castiliaanse toren, 2 kwartieren met de leeuw van Leon, de Granaatappel van Granada en een hartschild met Franse lelies (Bourbon). Toch bleef de munt bekend onder de naam Spaanse Mat. Dat was ook het geval toen na 1810 het wapen na de Mexicaanse onafhankelijkheid werd vervangen door de cactus met adelaar en slang.
De munt werd van de 16e tot de 18e eeuw ook gebruikt in Nederlands-Indië, waar de lokale bevolking ze ook wel aanduidde als Real Batu (of afgekort pasmat) vanwege de gelijkenis met een steen.